# Kurt Hahn

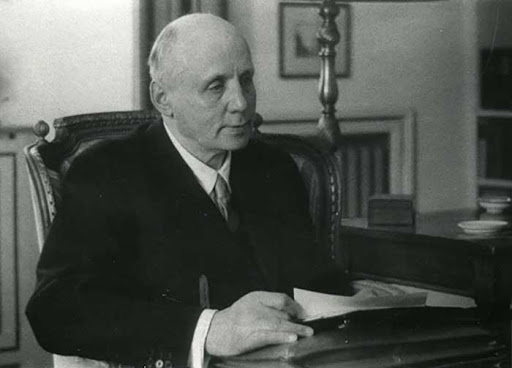
Kurt Hahn

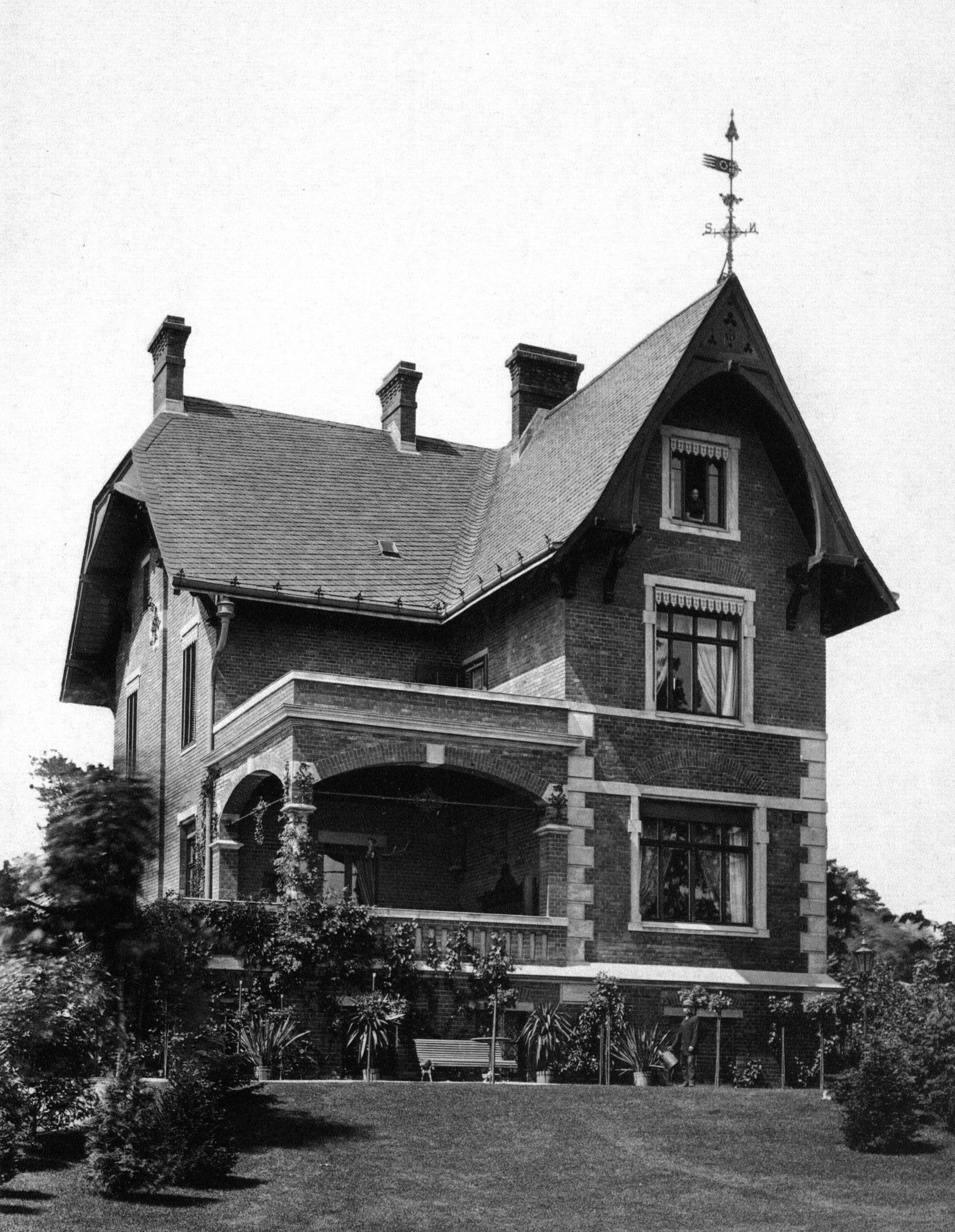
Villa von Oskar Hahn, ursprünglich 1888 für Eduard Puls gebaut

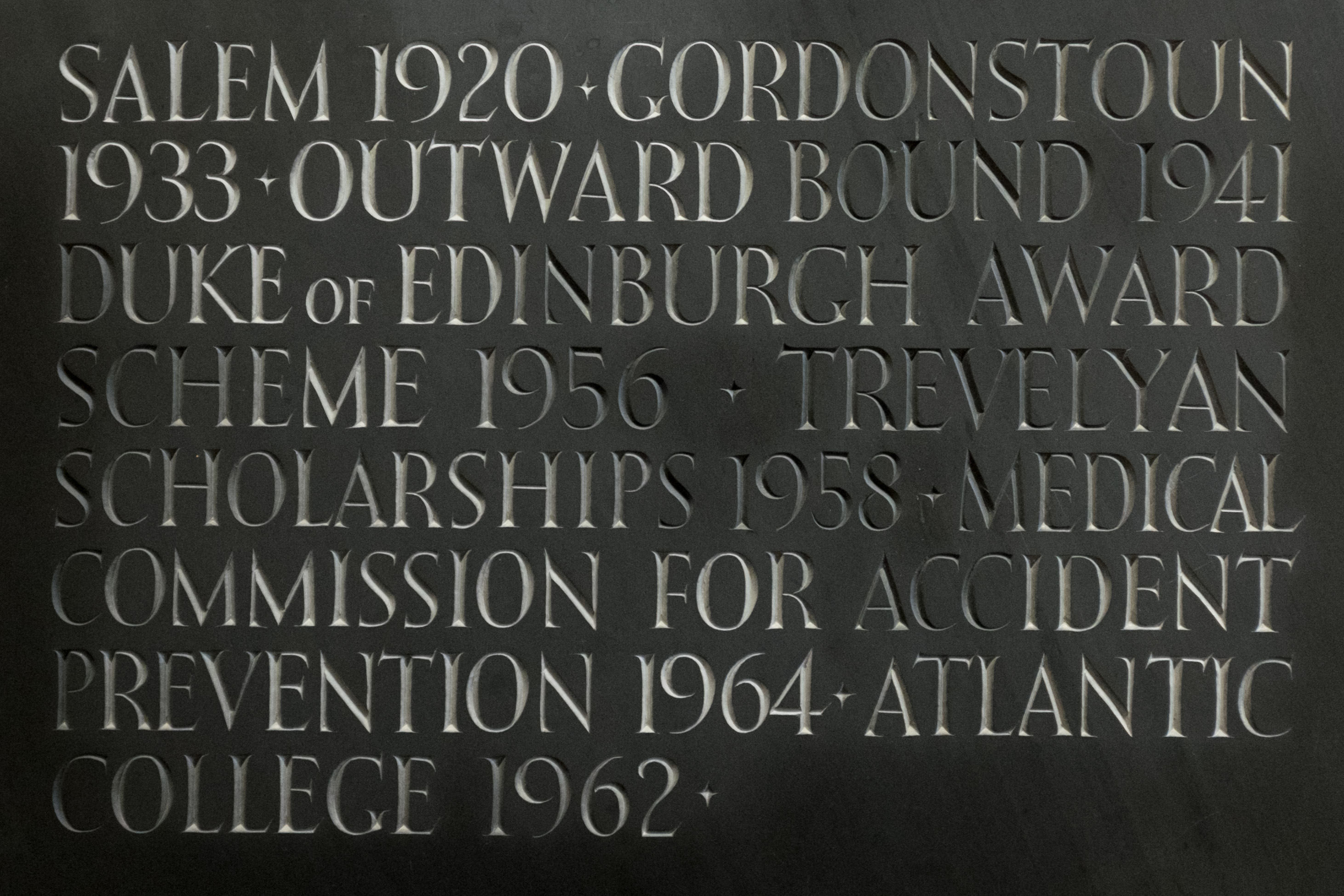
Von Kurt Hahn gegründete Initiativen auf einer Gedenktafel am Atlantic College

Kurt Matthias Robert Martin Hahn (geboren am 5. Juni 1886 in Berlin; gestorben am 14. Dezember 1974 in Hermannsberg/Hattenweiler unweit der von ihm gegründeten Schule Schloss Salem) war ein deutscher Politiker und Pädagoge und gilt als einer der Begründer der Erlebnispädagogik. Er war ein enger Freund des letzten Reichskanzlers des deutschen Kaiserreichs, Max von Baden.

## Leben

### Väterliche Familie
Kurt Hahns Eltern waren der jüdische Großindustrielle Oskar Hahn (geboren am 1. Mai 1860 in Berlin, gestorben am 28. Oktober 1907 ebenda) und die aus wohlhabender jüdischer Familie stammende Charlotte Hahn, geborene Landau (1865–1934). Sein Großvater war Albert Hahn, der die Stahl- und Walzwerke Hahnsche Werke AG gründete, die Produktionsstandorte in Düsseldorf-Oberbilk, Duisburg-Großenbaum, Moskau, Sankt Petersburg, im österreichisch-schlesischen Oderberg (heute Bohumín in Tschechien) und in Jekaterinoslaw (Ukraine) hatte. Seine Onkel waren der Industrielle Georg Hahn und der Mikrobiologe Martin Hahn; seine Tanten waren mit dem Neurologen Ernst Julius Remak bzw. mit dem Mathematiker Kurt Hensel verheiratet.
Kurt Hahns Schwägerin Beate Hahn, Ehefrau von Franz Hahn (1891–1933), emigrierte 1939 mit ihren Töchtern in die USA. Die ältere, Cornelia Hahn Oberlander, wurde in Kanada eine bekannte Landschaftsarchitektin. Sie starb am 22. Mai 2021 in Vancouver.

### Kind, Schüler, Student
Die Familie Oskar Hahn wohnte in einer Villa in der Bergstraße 2; gelegen in der Colonie Alsen am linken Wannseeufer bei Berlin. Sie hatte vier Söhne. Der älteste Sohn Walter verstarb früh. Kurt, als Zweitgeborener, hatte noch zwei wesentlich jüngere Brüder, Franz Hahn (geboren 1891), der 1933 bei einem Lawinenunglück ums Leben kam, und Rudolf Hahn (1897–1964). Nach dem Tod des Vaters im Oktober 1907 mit nur 47 Jahren wurde Kurts Erbteil von einem Sechstel – das Erbe wurde hälftig der Mutter und zu gleichen Teilen den Söhnen vererbt – in Treuhand gestellt, wodurch Kurt von Kapitalerträgen leben konnte. Unternehmenschef bis zur Enteignung durch Arisierung und Übernahme durch Friedrich Flick 1938 wurde der Bruder des Verstorbenen, Georg Hahn.
Kurt Hahn besuchte von 1900 bis 1904 das Königliche Wilhelms-Gymnasium. Er legte sein Abitur am Französischen Gymnasium in Berlin ab und studierte von 1904 bis 1906 am Christ Church College in Oxford Philosophie, Klassische Altertumswissenschaften, Psychologie, Pädagogik und Nationalökonomie. In den Jahren von 1906 bis 1910 setzte er das Studium in Berlin, Heidelberg, Freiburg i.Br. und Göttingen fort und besuchte Lehrveranstaltungen bei Wilhelm Windelband, Ulrich von Wilamowitz-Moellendorff, Edmund Husserl, Jaffe, Gerhart von Schulze-Gaevernitz und Leonard Nelson. Von 1911 bis 1914 studierte Hahn dann abermals in Oxford. Er lernte dort Weltoffenheit, eine Vorliebe für Freiluft- und Sporterziehung und die dort geförderte Debattenkultur schätzen und gehörte zum Mitgliederkreis des Hanover Clubs, eines von 1911 bis 1913 bestehenden deutsch-britischen Debattierclubs, der das gegenseitige Verständnis fördern sollte.
Der Ausbruch des Ersten Weltkriegs beendete für den knapp Dreißigjährigen den Aufenthalt in England. Er war entschlossen, nach Deutschland heimzukehren, um seinem Vaterland zu dienen; dies gelang auf dem Umweg über Dänemark. Er kehrte in das elterliche Wohnhaus seiner Mutter am Wannsee zurück, das fester Teil der Berliner Salonkultur bis in den Weltkrieg war. Charlotte Hahn unterhielt ein „großes Haus“, zu dessen Besuchern der junge Arthur Rubinstein, Walther Rathenau, Lina und Raoul Richter zählten. Hahn beschreibt in seiner frühen Publikation Frau Elses Verheißung unter anderem Situationen im Salon seiner Mutter; das Buch ist seiner Mutter gewidmet.

### Berufstätigkeit

#### Erster Weltkrieg
Während des Ersten Weltkriegs arbeitete Hahn von 1914 bis 1919 im Auswärtigen Amt in Berlin, anfangs als Lektor unter dem freien Publizisten Paul Rohrbach. Ihm war insbesondere die Auswertung der britischen Zeitungen und Publikationen übertragen. Hahn war Privatsekretär, enger Freund und Vertrauter des Prinzen Max von Baden, der am 3. Oktober 1918 für etwa einen Monat zum letzten Reichskanzler des deutschen Kaiserreiches ernannt wurde. Lothar Machtan bezeichnete in seiner Biographie des Badener Thronfolgers den umtriebigen Hahn als Kanzlermacher.
Im Februar 1918 unterbreitete Kurt Hahn zusammen mit anderen einflussreichen Persönlichkeiten wie Robert Bosch, Alfred Weber, Friedrich Naumann und kurz zuvor Rudolf Steiner eine Denkschrift an Prinz Max von Baden. Darin werden die Politiker zu sofortigen Friedensverhandlungen und anschließender sozialer Neuordnung aufgefordert.

#### Weimarer Republik
Im Jahr 1919 gründete er zusammen mit Max von Baden das  Landschulheim Schloss Salem. Er galt als Reformlehrer, der versuchte, Bildung und Erziehung zu vereinen.
1932 folgte die Gründung des Birklehofs in Hinterzarten im Schwarzwald, einer Schwesterschule von Salem.

#### NS-Diktatur
Als Adolf Hitler 1932 kurz nach der Ermordung eines jungen Kommunisten in Potempa durch fünf SA-Männer dieses Verbrechen öffentlich rechtfertigte, schrieb Kurt Hahn aus Empörung darüber einen Brief an die ehemaligen Schüler der Schule Schloss Salem und verlangte von ihnen, entweder die Bewegung der Nationalsozialisten abzulehnen oder den Kontakt zur Schule abzubrechen. Kurze Zeit später kam es am 30. Januar 1933 zu der Machtergreifung der Nationalsozialisten. Daraufhin wurde Hahn, wie tausende andere Hitlergegner und Juden nach dem Reichstagsbrand, festgenommen. Er wurde in Salem aus dem Kreis seiner Schüler heraus von den NS-Behörden abgeholt und am 11. März „in Haft genommen“. Fünf Tage später wurde er wieder freigelassen. Das erfolgte aufgrund einer direkten Intervention des britischen Premierministers Ramsay MacDonald und von Berthold Markgraf von Baden. Hahn emigrierte nach seiner Entlassung aus dem Schuldienst im Juli 1933 und ließ sich in Schottland nieder, wo er 1934 in Gordonstoun die British Salem School gründete. Kurt Hahn brachte dort sein erlebnispädagogisches „Outward Bound“-Konzept mit ein; mehrwöchige Kurse dieser Art waren Modell für viele spätere Erlebnispädagogen.

#### Nachkriegszeit
In der Nachkriegszeit half er 1949 bei der Gründung der Stiftung Louisenlund.
Als Hahn 1956 eingeladen wurde, am NATO Defence College zu sprechen, erlebte er dort die Kooperation und Freundschaft von Menschen aus Ländern, die noch vor kurzem im Zweiten Weltkrieg verfeindet gewesen waren. Hahn hatte die Idee, junge Menschen auf ähnliche Art und Weise zusammenzubringen, um so die Feindseligkeiten des Kalten Krieges zu überwinden. Daraus entstand das Konzept der United World Colleges (UWC), einer Gruppe von internationalen Schulen, in denen junge Menschen im Alter von 16 bis 18 Jahren aus praktisch allen Ländern der Erde gemeinsam leben, lernen und an sozialen Aktivitäten teilnehmen. Die erste Schule dieser Art, das Atlantic College im St. Donat’s Castle in Wales, wurde 1962 eröffnet und von der Zeitung The Times damals als das „aufregendste Experiment auf dem Gebiet der Bildung seit dem Zweiten Weltkrieg“ bezeichnet. An dieser Schule ist beispielsweise die Ausbildung in Seenotrettung fester Bestandteil des schulischen Lebens – wie auch an der Schule Schloss Salem, die später ein DLRG-Rettungsboot nach Kurt Hahn benannte.
Zusammen mit Prinz Philip, Duke of Edinburgh, gründete er den „Duke of Edinburgh’s Award“, dessen Schwesterprogramme (unter anderem das Internationale Jugendprogramm in Deutschland) heute in mehr als 80 Ländern der Welt Chancen für Jugendliche eröffnen sollen.

## Pädagogische Prinzipien
Hahn war sich sicher, dass Erziehung versagt habe, wenn nicht jeder Jugendliche seine persönliche Passion (im Sinne von Leidenschaft) fände. Die Erlebnispädagogik näherte sich wegen ihrer Aktivitäten (Übernachten im Freien, Zeltlager usw.) schnell den Methoden der Erziehung im Nationalsozialismus an, und trotz aller Bemühungen der Gegendarstellung wird ihr dies bisweilen noch heute zum Vorwurf gemacht. Hahns Sportlehrer in Gordonstoun, Bernhard Zimmermann, hatte als Direktor des Instituts für Leibesübungen der Universität Göttingen bis zu seiner Emigration 1938 reichsweit Kurse in nationalsozialistischer Wehrerziehung geleitet und brachte diese Technik nach Großbritannien mit. Hahn jedoch wollte lediglich Chancen aufzeigen, damit jeder Jugendliche eventuell bislang unentdeckte Fähigkeiten bei sich selbst fördern könne.
In seinen Sieben Salemer Gesetzen formulierte Kurt Hahn sein ganzheitliches Bildungskonzept, das den Schülern der von ihm gegründeten Institutionen weit mehr als nur akademisches Wissen vermitteln sollte. Noch heute bilden diese Gebote die Grundlage der Erziehung in den Internaten Schule Schloss Salem und Gordonstoun sowie in den United World Colleges (UWC):
1. Gebt den Kindern Gelegenheit, sich selbst zu entdecken.
2. Lasst die Kinder Triumph und Niederlage erleben.
3. Gebt den Kindern Gelegenheit zur Selbsthingabe an die gemeinsame Sache.
4. Sorgt für Zeiten der Stille.
5. Übt die Phantasie.
6. Lasst Wettkämpfe eine wichtige, aber keine vorherrschende Rolle spielen.
7. Erlöst die Söhne und Töchter reicher und mächtiger Eltern von dem „entnervenden“ (= abgehoben-wirklichkeitsblinden) Gefühl der Privilegiertheit.

### Kritik
Hahns erlebnispädagogischer Ansatz wird zuweilen kritisiert, da man die Gründung der ersten Kurt-Hahn-Schule auf eine politisch konservative Motivation zurückführen kann: Die Schule sollte eine neue nationale Führungselite hervorbringen, die sich durch Verantwortungsbewusstsein, Handlungsbereitschaft und Kooperationsfähigkeit auszeichnet.

## Schriften
- Frau Elses Verheißung. Eine Erzählung. Albert Langen, München 1910.
- Erziehung zur Verantwortung. Reden und Aufsätze. Klett, Stuttgart o. J. [1958].
- Erziehung und die Krise der Demokratie. Reden, Aufsätze, Briefe eines politischen Pädagogen. Herausgegeben von Michael Knoll. Klett-Cotta, Stuttgart 1986, ISBN 3-608-93364-6
- Reform mit Augenmaß. Ausgewählte Schriften eines Politikers und Pädagogen. Herausgegeben von Michael Knoll. Klett-Cotta, Stuttgart 1998, ISBN 3-608-91951-1